# 松平頼方 (常陸府中藩嫡子)
松平 頼方（まつだいら よりかた）は、江戸時代前期の常陸国府中藩の世嗣。官位は従四位下・右近大夫。

## 略歴
初代藩主・松平頼隆の長男として誕生。
府中藩嫡子として生まれ、延宝4年（1676年）に叙任するが、2年後の延宝6年（1678年）に死去した。代わって次弟・頼寧が嫡子となった。